# Le Bûcheron
Le Bûcheron (en russe : Дровосек) est un tableau de Kasimir Malevitch, daté de 1912-1913, exposé au Stedelijk Museum d'Amsterdam. Il représente un personnage mécanisé, les bras levés, prêt à frapper, dans une immobilité tendue. Les rondins entassés derrière lui semblent réunis par une série de chutes pour constituer les rouages mécaniques d'une machine. Du jeu des cercles et des cylindres ainsi formés résulte un puissant effet mécanique renforcé par les couleurs métallisées formant une mosaïque contrastée. Le bois est l'essence même de la culture paysanne russe. C'est une matière qui abonde en Russie et qui est utilisée pour les palais comme pour les isbas. Les troncs les plus longs du tableau semblent d'ailleurs prêts à servir à la construction d'une isba. Pourtant, le spectateur se sent en dehors du temps et de l'espace, dans un univers autre que celui de la nature. L'espace pictural est comme « machinisé » et on trouve déjà ici des germes du constructivisme russe des années 1920. 

## Courant pictural
Malevitch, en partant d'une structure iconographique de l'imagerie populaire, du loubok, crée un « nouveau style russe », comme il l'appelle lui-même avec ses tableaux primitivistes.
Mais il y ajoute les principes du cézannisme géométrique et la métallisation futuriste des couleurs. Les préceptes de Cézanne dans sa lettre du 15 avril 1904 à Émile Bernard étaient : « Traitez la nature par le cylindre, la sphère, le cône, le tout mis en perspective… » Malevitch donne une interprétation tout à fait originale de ces principes par rapport aux peintres français, Pablo Picasso, Georges Braque, Fernand Léger — même si Malevitch est ici fort proche de ce dernier avec ses personnages de forme tubulaire, avec son cylindrisme.
La gamme de couleurs chez Malevitch se distingue aussi de celle de ces artistes français qui, dans les années 1910, réduisaient plutôt leur choix à des ocres, des bruns, des gris, des noirs. Malevitch est ukrainien, héritier de la tradition populaire et toutes les couleurs du prisme passent ici par sa palette : rouge, rose, orange, vermillon, bleu vert, indigo, mauve, blanc et noir.
Au cézannisme géométrique s'ajoute un apport de futurisme italien : le tableau est un agencement construit et recouvert d'une peinture métallisée. C'est à partir de ce géométrisme et de ce futurisme que Malevitch a pu forger le terme de cubo-futurisme.